# Arena Randers
|  |

Arena Randers (în daneză Arena Randers), situată în Fyensgade 1, este un complex sportiv multifuncțional din Randers, Danemarca. Este folosită ca bază locală pentru echipele masculine și feminine de handbal, volei, baschet, gimnastică, badminton și fotbal în sală din oraș, precum Randers Raptors Floorball Club sau Randers HK. Complexul este situat în vestul orașului, aproape de Stadionul de fotbal Cepheus Park (Randers Stadium) la aproximativ 500 m de Gara Randers (Randers Station), la aproximativ 2 km de Autogara Randers (Randers Busterminal) și la aproximativ 2 km de autostrada Nordjyske Motorvej (parte a Drumului european E45). Arena Randers este administrată de Randers Idrætshaller, un organism format din reprezentanții cluburilor sportive din Comuna Randers grupați în Cooperativa Cluburilor Sportive Randers (SIKR, în daneză Samvirkende idrætsklubber Randers) și ai Consiliului Local al orașului Randers.
Complexul sportiv este format din patru săli de sport, o sală fitness și diferite săli pentru întruniri și conferințe. Sala 1 (în daneză Arena 1) a început să fie construită în 2017 și era planificat să fie deschisă în 2019. Din diverse motive termenul de finalizare a construcției a fost depășit, sala a fost terminată în 2020 iar deschiderea ei a fost amânată de cinci ori, în final fiind inaugurată în octombrie 2020. Sala 1, proiectată de biroul de arhitectură LINK arkitektur ApS și care a costat 81 000 000 coroane daneze, în care Randers HK și-a desfășurat meciurile de pe teren propriu, are o suprafață de 7.935 m2 dispune de un teren de joc care măsoară 45,7 m x 68,5 m (3.130 m2), cu tribune retractabile pe trei laturi ale terenului și poate găzdui 4.200 spectatori dintre care 3.202 pe scaune la jocurile de echipă în sală și 6.000 la concerte. La etajul I se află un salon cu vedere la terenul de joc, cu o capacitate maximă de 516 persoane, care poate fi compartimentat în trei încăperi (Salonen, Atelieret și Kabinettet) și care este folosit la întâlniri, adunări, conferințe, petreceri și ceremonii. Restaurantul și cafeneaua din incinta Arena Randers asigură mâncare și băuturi pentru diversele evenimente găzduite de complexul sportiv, pentru școlile din zona Randers și de asemenea efectuează livrări la domiciliu. Sala 2 (în daneză Arena 2), construită în 1972, a fost proiectată de către arhitectul Kjeld Kjeldsen și a costat nouă milioane de coroane daneze, este cea care a purtat în trecut numele Randershallen (1972-2005), Elro Arena (2005-2011), Skyline Arena (2011-2013) și apoi Arena Randers și în care de asemenea Randers HK și-a desfășurat meciurile de pe teren propriu, are o suprafață de 6.642 m2 și dispune de un teren de joc care măsoară 42,5 m x 38,5 m (1.615 m2), poate găzdui 2.500 spectatori dintre care 2.160 pe scaune la jocurile de echipă în sală și 3.500 la concerte. Sala este folosită pentru handbal, badminton, gimnastică, conferințe, concerte, expoziții și târguri. Sala 3 (în daneză Arena 3), construită în 2007, dispune de un teren de joc care măsoară 42 m x 22 m (924 m2), poate găzdui 650 spectatori dintre care 350 pe scaune la jocurile de echipă în sală. Sala este folosită pentru evenimente sportive, conferințe, expoziții și târguri. Sala 4 (în daneză Arena 4), cea care a purtat în trecut numele Annekshallen, a fost construită în 1952 de Randers Sportsklub Freja pe un teren oferit de Comuna Randers care a preluat-o în 1962, dispune de un teren de joc care măsoară 37 m x 18 m (704 m2) și poate găzdui 50 spectatori pe scaune la jocurile de echipă în sală.